# Перемышлянский район
Перемышля́нский райо́н (укр. Перемишлянський район) — упразднённая административная единица Львовской области Украины. Административный центр — город Перемышляны. В составе района находился город районного значения Бобрка.
Перемышлянский район был расположен в юго-восточной части Львовской области. Граничил на севере — с Золочевским районом, на востоке — с Тернопольской областью, на юге — с Ивано-Франковской областью, на юго-западе — с Жидачовским районом, на западе — с Николаевским районом.

## История

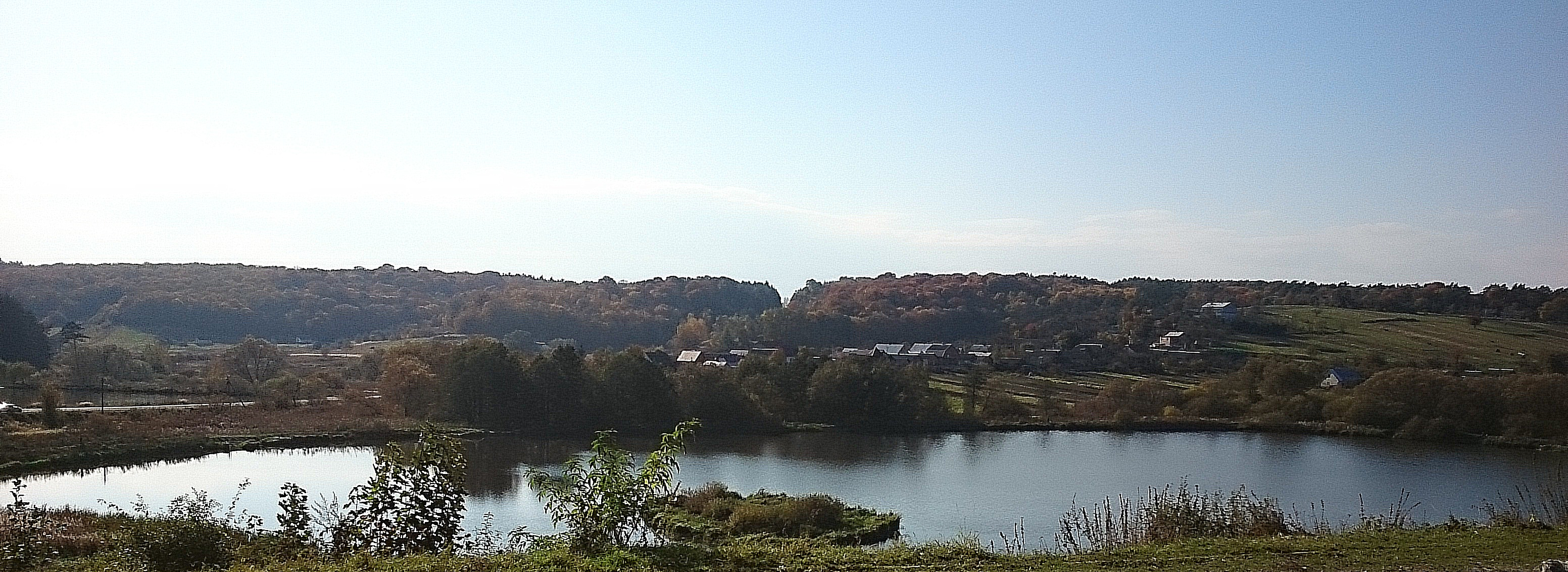
Озеро в селе Свирж Перемышлянского района

Перемышлянский район образован в 1940 году. С 1962 по 1964 гг. его территория была включена в состав Золочевского района. 4 января 1964 года Перемишлянский район был восстановлен, но в несколько изменённых границах. Площадь района в административных границах занимает 91,8 тыс. га., что составляет 4,2 % территории Львовской области.
В административном плане к Перемышлянскому району были отнесены 89 населенных пунктов, объединённых в 29 местных советов, из которых 2 городских и 27 сельских.

## Население
По результатам всеукраинской переписи населения 2001 года в районе проживало 47,8 тысяч человек (86,6 % по отношению к переписи 1989 года), из них русских — 0,1 тысяч человек (0,2 %) и поляков — 0,1 тысяч человек (0,2 % по отношению ко всему населению).